# شطرنج 3 (مسلسل)
شطرنج 3، مسلسل مصري هي تكملة للجزء الأول من مسلسل شطرنج، من إنتاج عام 2016.

## قصة المسلسل
يحضر فتحي زيدان لزفافه هو وكارما التي يتم خطفها على يد إحدى العصابات في حفل الزفاف، ويتمكن فتحي من الوصول لها وإنقاذها ولكن يكتشف حقن رفيق لها بمادة سامة ويهدده بقتلها في حالة عدم رضوخ فتحي لمطالبه.

## بطولة
- وفاء عامر
- نضال الشافعي
- ريم البارودي
- فراس سعيد
- ضياء عبد الخالق
- ميس حمدان
- أيمن عزب
- عمرو مهدي
- ماهر ماهر
- أميرة نايف
- دنيا عبد العزيز
- جهاد سعد